# Graeme Lowdon
Pour les articles homonymes, voir Lowdon.
Graeme Paul Lowdon (né le 23 avril 1965) est un homme d’affaires et entrepreneur britannique. Il est directeur général et Team Principal de l'équipe de Formule 1 Cadillac Formula 1 Team qui débute dans le championnat 2026.

## Carrière
Originaire de Corbridge, dans le Northumberland, Lowdon grandit à Stocksfield. Il obtient un bachelor et un master en génie mécanique à l’université de Sheffield, ainsi qu’un MBA à l’université de Newcastle. Il travaille d’abord dans le secteur de l’énergie dans le nord de l’Angleterre et à Singapour, avant de rejoindre le groupe ABB, où il intègre la force de vente internationale de leur division centrale électrique. Il identifie qu’un client potentiel gère aussi une équipe IndyCar aux États-Unis, et aide à organiser un contrat de sponsoring avec cette équipe.
En 1996, Lowdon revient au Royaume‑Uni et crée Industry On‑line, qui propose des plateformes de commerce en ligne pour l’industrie. Il cofonde également Eiger Racing, une équipe de Formule Renault. Après avoir obtenu un investissement de 3i, il transforme Industry On‑line en Just2Clicks, qui entre sur le marché alternatif boursier (AIM) en 2000. À la fin de 2000, Lowdon rejoint Manor Motorsport dans un poste commercial non exécutif.
En 2002, il fonde Nomad Digital, aujourd’hui premier fournisseur mondial de communications de données dans le secteur du transport, spécialisé dans le Wi‑Fi à bord des trains.
Il contribue à l’évolution de Manor Motorsport vers une équipe de Formule 1. Il entretient des liens étroits avec le groupe Virgin de Richard Branson, Virgin Rail Group étant un des clients de Nomad. Il utilise ces contacts pour créer l’équipe Virgin Racing. Le 30 octobre 2015, l’équipe annonce la démission de Lowdon et du directeur d’équipe John Booth à la fin de la saison, invoquant des divergences avec le propriétaire, Stephen Fitzpatrick. Il revient ensuite chez Manor Motorsport pour superviser son programme au Championnat du monde d’endurance FIA.
En décembre 2024, il est annoncé que Lowdon devient directeur d’équipe de l’équipe Cadillac Formula 1, qui doit débuter en 2026.